# Penngrove (California)
Penngrove es un lugar designado por el censo ubicado en el condado de Sonoma en el estado estadounidense de California. En el año 2010 tenía una población de 2.522 habitantes.

## Geografía
Penngrove se encuentra ubicado en las coordenadas 38°18′2.15″N 122°40′14.04″O / 38.3005972, -122.6705667.